# Degagna (frazione)
Degagna è una frazione del comune bresciano di Vobarno posta in altura rispetto al centro abitato. Fu Comune autonomo dal 1859 fino al 1928.

## Storia
La località aggregava a sé una serie di piccoli villaggi montanari della Riviera di Salò di antica origine.
In età napoleonica la struttura amministrativa della vallata evolse in un comune moderno.
Dopo l'unità d'Italia il paese raccoglieva con le sue frazioni circa settecento abitanti. Fu il fascismo a decidere la soppressione del comune unendolo a Vobarno.